# 다키마쿠라
다키마쿠라(일본어: 抱き枕 다키마쿠라[*])는 크게는 침구의 일종이고, 작게는 베개의 일종이다. 머리 아래에 까는 것이 아니라 품을 수 있는 대형 베개를 의미한다. 캐릭터가 그려진 경우가 많다. 다키마쿠라는 베개와 커버를 따로 팔거나 사고, 여러 용도로 사용한다.
서브컬처 계의 일부 사람들은 캐릭터가 그려진 다키마쿠라를 그저 상징물이 아닌, 진짜 실존 인물처럼 여기는 경우도 있다. 대한민국의 텔레비전 프로그램 화성인 바이러스(tvN)에서는 애니메이션 마법소녀 리리컬 나노하의 등장인물 페이트 테스타로사를 사랑하는 한 남자가 다키마쿠라와 함께 등장한 바 있다.

## 같이 보기
- 섹스 돌
- 죽부인